# Krawędź erozyjna
Krawędź erozyjna – wyraźny próg terenowy, zwykle w postaci stromej skarpy, powstały w wyniku bocznego podcięcia powierzchni przez wodę płynącą (erozja boczna). Są typowe dla dolin rzecznych, gdzie oddzielają poszczególne poziomy teras rzecznych. Jeżeli na pewnych odcinkach strome krawędzie po obu stronach doliny zbliżają się do siebie, wówczas odcinek taki nosi nazwę przełomu.